# Liste der Monuments historiques in Locronan
Die Liste der Monuments historiques in Locronan führt die Monuments historiques in der französischen Gemeinde Locronan auf.

## Liste der Bauwerke
| Bezeichnung                            | Beschreibung | Standort                 | Kennzeichnung | Schutzstatus | Datum     | Bild           |
| -------------------------------------- | ------------ | ------------------------ | ------------- | ------------ | --------- | -------------- |
| Camp des Salles                        |              | Le Menec (Lage)          | PA00090075    | Classé       | 1963 1965 |                |
| Kapelle Notre-Dame-de-Bonne-Nouvelle   |              | (Lage)                   | PA00090076    | Classé       | 1915 1926 | weitere Bilder |
| Kirche Saint-Ronan mit Passionsfenster |              | Place de l’Église (Lage) | PA00090077    | Classé       | 1846      | weitere Bilder |
| Hôtel Gauthier                         |              | Place de l’Église (Lage) | PA00090078    | Classé       | 1926      | weitere Bilder |
| Haus                                   |              | Place de l’Église (Lage) | PA00090081    | Classé       | 1927      |                |
| Haus                                   |              | Place de l’Église (Lage) | PA00090082    | Classé       | 1927      |                |
| Haus                                   |              | Place de l’Église (Lage) | PA00090088    | Classé       | 1927      | weitere Bilder |
| Boulangerie Le Guillou (Bäckerei)      |              | Place de l’Église (Lage) | PA00090089    | Classé       | 1927      | weitere Bilder |
| Haus                                   |              | Place de l’Église (Lage) | PA00090095    | Classé       | 1927      |                |
| Haus                                   |              | Place de l’Église (Lage) | PA00090080    | Classé       | 1925      |                |
| Haus                                   |              | Place de l’Église (Lage) | PA00090083    | Classé       | 1926      |                |
| Haus                                   |              | Place de l’Église (Lage) | PA00090084    | Classé       | 1925      |                |
| Haus                                   |              | Place de l’Église (Lage) | PA00090085    | Classé       | 1925      |                |
| Haus                                   |              | Place de l’Église (Lage) | PA00090086    | Classé       | 1925      | weitere Bilder |
| Haus                                   |              | Place de l’Église (Lage) | PA00090087    | Classé       | 1925      | weitere Bilder |
| Haus                                   |              | Place de l’Église (Lage) | PA00090090    | Classé       | 1925      |                |
| Haus                                   |              | Place de l’Église (Lage) | PA00090091    | Classé       | 1926      |                |
| Haus                                   |              | Place de l’Église (Lage) | PA00090092    | Classé       | 1925      |                |
| Haus                                   |              | Place de l’Église (Lage) | PA00090093    | Classé       | 1925      | weitere Bilder |
| Haus                                   |              | Place de l’Église (Lage) | PA00090094    | Classé       | 1925      | weitere Bilder |
| Haus                                   |              | Place de l’Église (Lage) | PA00090096    | Classé       | 1925      |                |
| Haus                                   |              | Place de l’Église (Lage) | PA00090097    | Classé       | 1925      |                |
| Place de l’Église und Brunnen          |              | Place de l’Église (Lage) | PA00090079    | Classé       | 1926      | weitere Bilder |

## Liste der Objekte

### KircheSt-Ronan
| Bezeichnung                                                             | Beschreibung                                                  | Standort | Kennzeichnung | Schutzstatus | Datum | Bild           |
| ----------------------------------------------------------------------- | ------------------------------------------------------------- | -------- | ------------- | ------------ | ----- | -------------- |
| Skulptur des heiligen Ludwig                                            | Holz, polychrom gefasst; 17. Jahrhundert                      | (Lage)   | PM29003503    | Inscrit      | 1982  |                |
| Jakobsmuschel                                                           | Silber; zweite Hälfte des 18. Jahrhunderts; in der Sakristei  | (Lage)   | PM29001768    | Inscrit      | 1999  |                |
| Kleine Glocke                                                           | Kupfer; 6. bis 8. Jahrhundert                                 | (Lage)   | PM29000508    | Classé       | 1901  |                |
| Kanzel                                                                  | Holz, 1707                                                    | (Lage)   | PM29000512    | Classé       | 1914  | weitere Bilder |
| Ziborium                                                                | Silber, vergoldet, Ende des 17. Jahrhunderts                  | (Lage)   | PM29001784    | Classé       | 1999  |                |
| Passionsfenster mit 17 Szenen                                           | Bleiglasfenster, 15./16. Jahrhundert                          | (Lage)   | PM29000506    | Classé       | 1845  | weitere Bilder |
| Reliquienkästchen des heiligen Eutrope                                  | Silber, 16. Jahrhundert                                       | (Lage)   | PM29000507    | Classé       | 1901  |                |
| Ziborium für die Kranken                                                | Silber, Anfang des 18. Jahrhunderts                           | (Lage)   | PM29000515    | Classé       | 1958  |                |
| Monstranz                                                               | Silber, vergoldet, zweite Hälfte des 17. Jahrhunderts         | (Lage)   | PM29001219    | Classé       | 1897  |                |
| Skulptur der heiligen Apollonia                                         | Holz, polychrom gefasst, Ende des 17. Jahrhunderts            | (Lage)   | PM29004408    | Inscrit      | 1988  |                |
| Grabmal des heiligen Ronan                                              | 16. Jahrhundert                                               | (Lage)   | PM29001218    | Inscrit      | 1988  | weitere Bilder |
| Ewiges Licht                                                            | Kupfer, versilbert, 18. Jahrhundert                           | (Lage)   | PM29001269    | Inscrit      | 1988  |                |
| Skulptur des heiligen Rochus                                            | Granit, 1509                                                  | (Lage)   | PM29001293    | Inscrit      | 1991  |                |
| Drei Skulpturen: heiliger Joachim, heiliger Joseph und Madonna mit Kind | Holz, polychrom gefasst 1668                                  | (Lage)   | PM29001416    | Inscrit      | 1988  |                |
| Skulpturengruppe Grablegung Christi                                     | Stein, polychrom gefasst, 16. Jahrhundert                     | (Lage)   | PM29000511    | Classé       | 1914  | weitere Bilder |
| Skulptur der heiligen Margaretha                                        | Holz, polychrom gefasst, 17. Jahrhundert                      | (Lage)   | PM29004405    | Inscrit      | 1988  |                |
| Skulptur der heiligen Barbara                                           | Holz, polychrom gefasst                                       | (Lage)   | PM29004406    | Inscrit      | 1988  |                |
| Kelch und Patene                                                        | Silber, vergoldet, 15. Jahrhundert                            | (Lage)   | PM29000509    | Classé       | 1906  |                |
| Skulptur Gefesselter Jesus                                              | Holz, 16. Jahrhundert                                         | (Lage)   | PM29001292    | Inscrit      | 1988  |                |
| Altar und Retabel                                                       | Holz, polychrom gefasst, 1668                                 | (Lage)   | PM29001449    | Classé       | 1992  | weitere Bilder |
| Hauptaltar                                                              | Granit und Holz, vergoldet, 17. Jahrhundert                   | (Lage)   | PM29001450    | Inscrit      | 1988  |                |
| Skulptur der heiligen Maria-Magdalena                                   | Holz, polychrom gefasst, vergoldet, Ende des 17. Jahrhunderts | (Lage)   | PM29004409    | Inscrit      | 1988  |                |
| Skulptur des heiligen Fiacrius                                          | Granit, polychrom gefasst, 15. Jahrhundert                    | (Lage)   | PM29003502    | Inscrit      | 1982  |                |
| Pietà                                                                   | Holz, polychrom gefasst, 16. Jahrhundert                      | (Lage)   | PM29004407    | Inscrit      | 1988  |                |
| Skulptur des heiligen Antonius                                          | Holz, polychrom gefasst, 17. Jahrhundert                      | (Lage)   | PM29004410    | Inscrit      | 1988  |                |
| Skulptur des Erzengels Michael mit Seelenwaage                          | Stein, 15. Jahrhundert                                        | (Lage)   | PM29000510    | Classé       | 1914  |                |
| Zwei Reliquienkästchen                                                  | Silber, 17. Jahrhundert                                       | (Lage)   | PM29000513    | Classé       | 1958  |                |
| Ziborium für die Kranken                                                | Silber, 17. Jahrhundert                                       | (Lage)   | PM29000514    | Classé       | 1958  |                |
| Taufbecken                                                              | Stein, 15. Jahrhundert                                        | (Lage)   | PM29001217    | Classé       | 1846  |                |

### Kapelle Notre-Dame-de-Bonne-Nouvelle
| Bezeichnung                                                                           | Beschreibung                                                                   | Standort | Kennzeichnung | Schutzstatus | Datum | Bild |
| ------------------------------------------------------------------------------------- | ------------------------------------------------------------------------------ | -------- | ------------- | ------------ | ----- | ---- |
| Nische mit Skulptur des heiligen Corentin                                             | Holz, polychrom gefasst, 17. Jahrhundert                                       | (Lage)   | PM29000520    | Classé       | 1983  |      |
| Skulptur des heiligen Christopherus                                                   | Tuff, polychrom gefasst, 16. Jahrhundert                                       | (Lage)   | PM29000521    | Classé       | 1983  |      |
| Skulpturengruppe Kreuzabnahme                                                         | Stein, 16. Jahrhundert                                                         | (Lage)   | PM29000516    | Classé       | 1914  |      |
| Skulptur Madonna mit Kind, sogenannte Notre-Dame-de-Bonne-Nouvelle (Foto links außen) | Stein, polychrom gefasst, 17. Jahrhundert                                      | (Lage)   | PM29000517    | Classé       | 1914  |      |
| Skulpturengruppe Dreifaltigkeit (Foto rechts außen)                                   | Holz, 17. Jahrhundert                                                          | (Lage)   | PM29000518    | Classé       | 1978  |      |
| Nische mit der Skulptur des heiligen Ronan                                            | Granit, Holz, polychrom gefasst, Ende des 15. Jahrhunderts und 18. Jahrhundert | (Lage)   | PM29000519    | Classé       | 1983  |      |